# Mirsad Sinanović
Mirsad Sinanović (Foča, 1955.) bosanskohercegovački je književnik, publicist i novinar.

## Životopis
Osnovnu i srednju školu završio je u Foči, a potom je pohađao Filozofski fakultet u Sarajevu. Diplomirao je na Odsjeku za povijest jugoslavenskih književnosti i suvremeni sh/hs. jezik kod prof. dr. Muhsina Rizvića s temom Historijska podloga rodoljubive lirike i dramskog rada Safvet-bega Bašagića.
Od 1978. do 1990. godine je radio kao profesor sh/hs. jezika u Foči. Godine 1990. s obitelji doseljava u Sarajevo. Pisao je u Muslimanskom glasu, časopisu koji je Udruženje novinara BiH proglasilo najboljom novinom za 1992. godinu od njegova osnivanja. Kasnije, preimenovan je u list Ljiljan 1993. godine. Također, Udruženje novinara BiH, 1995. godine proglasilo ga je najboljim ratnim reporterom za 1994. godinu.
Njegove knjige su prevođene na više jezika. Također, uredio je više knjiga i napisao desetine recenzija. Član je Udruženja književnika BiH, te jedan od osnivača Udruženja Bošnjačka asocijacija 33. Radi više od 35 godina kao novinar.
Živi u Sarajevu.